# Ostoja Góry Słonne
Ostoja Góry Słonne este o arie protejată (sit de importanță comunitară — SCI) din Polonia întinsă pe o suprafață de 46.060,4 ha, integral pe uscat.

## Localizare
Centrul sitului Ostoja Góry Słonne este situat la coordonatele 49°32′02″N 22°21′07″E / 49.534°N 22.352°E.

## Înființare
Situl Ostoja Góry Słonne a fost declarat sit de importanță comunitară în martie 2007 pentru a proteja 2 specii de plante și 20 de specii de animale.

## Biodiversitate
Situată în ecoregiunile alpină și continentală, aria protejată conține 11 habitate naturale: Lacuri eutrofice naturale cu vegetație de tip Magnopotamion sau Hydrocharition, Râuri de munte și vegetația erbacee de pe malurile acestora, Formațiuni ierboase bogate în specii de Nardus, dezvoltate pe substraturi silicioase în zone montane (și în zone submontane, în Europa continentală), Fânețe de joasă altitudine (Alopecurus pratensis, Sanguisorba officinalis), Izvoare petrifiante cu formare de travertin (Cratoneurion), Pante stâncoase silicioase cu vegetație casmofită, Păduri de fag Luzulo-Fagetum, Păduri de fag Asperulo-Fagetum, Păduri de stejar și carpen Galio-Carpinetum, Păduri pe pante, grohotișuri și ravene de Tilio-Acerion, Păduri aluvionare cu Alnus glutinosa și Fraxinus excelsior (Alno-Padion, Alnion incanae, Salicion albae).
La baza desemnării sitului se află mai multe specii protejate:
- plante (2): Buxbaumia viridis, mușchi (Dicranum viride)
- amfibieni (3): izvoraș-cu-burta-galbenă (Bombina variegata), triton cu creastă (Triturus cristatus), Triturus montandoni
- mamifere (5): lupul (Canis lupus), castor (Castor fiber), vidră de râu (Lutra lutra), râs eurasiatic (Lynx lynx), urs brun (Ursus arctos)
- nevertebrate (6): Boros schneideri, Carabus variolosus, Carabus zawadzkii, Cucujus cinnaberinus, Euplagia quadripunctaria, gândacul de apă (Rhysodes sulcatus)
- pești (6): Barbus carpathicus, zglăvoacă (Cottus gobio), Eudontomyzon mariae, cicar (Lampetra planeri), porcușor de nisip (Romanogobio kesslerii), dunăriță (Sabanejewia aurata)